# 豊作稲荷神社
豊作稲荷神社（ほうさくいなりじんじゃ）は、千葉県鎌ケ谷市の神社。

## 歴史
1873年（明治6年）に創建された。当地はかつて江戸幕府の小金牧であり、明治初期に大規模な開墾が始まった。豪商らが設立した開墾会社が入植者を募集し、開墾する方式が採られた。この開墾会社の一つに「湯浅開墾社」があった。設立者は湯浅七左衛門で、刃物問屋を営んでいた。彼の店は、現在「ユアサ商事」という専門商社になっている。七左衛門は農業の神として伏見稲荷大社から稲荷神を勧請したものである。
境内には、その経緯を記した記念碑がある。

## 文化財
- 手洗鉢・額「絵馬」･鈴･額 ｢豊作社｣（鎌ケ谷市指定文化財）[2]

## 交通アクセス
- 北初富駅より徒歩13分。